# Krążowniki ciężkie typu Deutschland

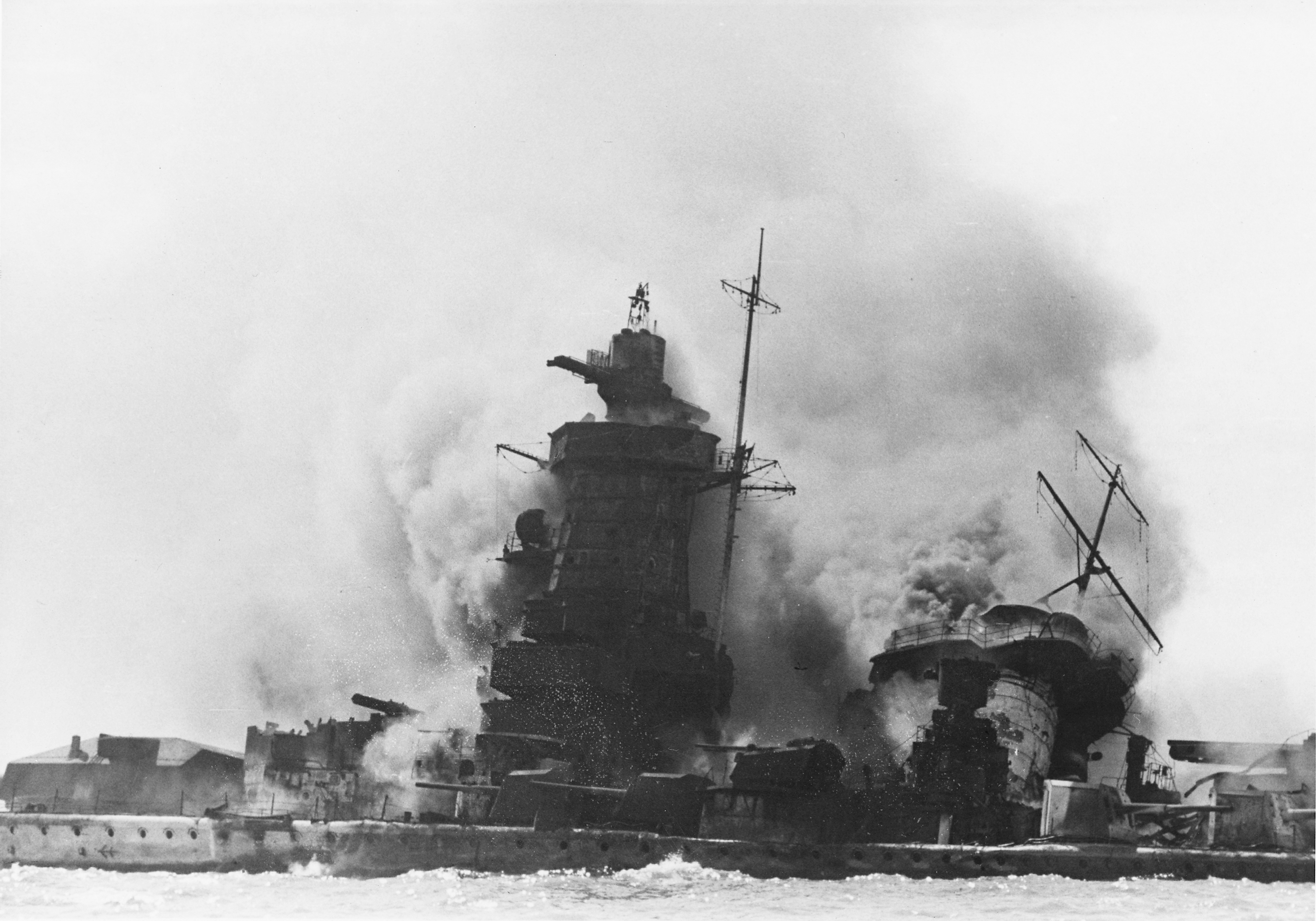
Zatonięcie "Admiral Graf Spee"

Krążowniki typu Deutschland – seria 3 niemieckich krążowników ciężkich zbudowanych na początku lat trzydziestych XX w., początkowo klasyfikowanych w Niemczech jako okręty pancerne (Panzerschiffe), później jako krążowniki ciężkie (od 25 listopada 1939). Popularnie znane są jako „pancerniki kieszonkowe” – określenie to zostało nadane jako ironiczne przez ówczesną prasę angielską (ang.: pocket battleship), gdyż były to pierwsze duże okręty pancerne, o wyporności 11 500 t, zbudowane w Niemczech po I wojnie światowej zastępujące stare pancerniki, łączące niektóre cechy krążowników i pancerników (Niemcom po I wojnie światowej wolno było budować okręty jedynie do wyporności 10 200 ton, zupełnie nieadekwatnej w tym okresie). 
Tak znaczne ograniczenie wagi okrętu uzyskano dzięki zastosowaniu spawania elektrycznego i lekkich stopów w kadłubie, a przede wszystkim dzięki użyciu nowych gatunków stali o znacznie większej wytrzymałości, pozwalających na zastosowanie cieńszego pancerza przy zachowaniu wysokiej odporności na przebicie. Mimo to ograniczenie wyporności do 10 000 ton zostało przekroczone i wyporność konstrukcyjna wyniosła 11 700 ton.
Przy wymiarach krążownika ciężkiego, okręty te posiadały wyjątkowo silną artylerię kalibru 280 mm umieszczonych po trzy w dwóch artyleryjskich wieżach pancernych, chociaż słabszą niż na pancernikach tego okresu. Okręty te miały słabsze opancerzenie (80 mm pas burtowy), ale za to duży zasięg, uzyskany dzięki zastosowaniu silników spalinowych w miejsce turbin parowych.
Pancerniki kieszonkowe:
- "Lützow" (ex-"Deutschland")
- "Admiral Scheer"
- "Admiral Graf Spee"

Położenie stępki 5 lutego 1929 pod pierwszy z okrętów typu Deutschland i ukończenie z wcieleniem 6 stycznia 1936 do służby w Kriegsmarine trzeciego z okrętów zamknęło pierwszy etap powojennej odbudowy niemieckiej marynarki wojennej.